# Temporada 2004 del Desafío Corona
La temporada 2004 del Desafío Corona fue la primera temporada de carreras de Stock car en México. El serial fue presentado en marzo como Desafío Corona. Luego de 14 carreras Carlos Pardo del Equipo Telcel se proclamó campeón.

## Automóvil
Pontiac Grand Am fue el coche utilizado por casi los conductores. Solo se utilizaron dos Dodge Stratus, ambos del equipo Seeman-Baker. Pontiac ganó 13 de 14 carreras y el campeonato.

## Equipos y pilotos

### A tiempo completo
| Equipo                        | N.º | Piloto              | Rondas                |
| ----------------------------- | --- | ------------------- | --------------------- |
| Escudería Telmex              | 1   | Mara Reyes          | Todas                 |
| Escudería Telmex              | 2   | Rubén Pardo         | Todas                 |
| Escudería Telcel Sun Motorola | 5   | Rogelio López       | Todas                 |
| Escudería Telcel Sun Motorola | 6   | Carlos Pardo        | Todas                 |
| Escudería Seman Baker         | 38  | Jorge Seman         | 1, 3, 6, 9, 10, 12–14 |
| Escudería Seman Baker         | 83  | Germán Quiroga      | Todas                 |
| Escudería Seman Baker         | 87  | Luis Felipe Montaño | Todas                 |
| Escudería Díaz Racing         | 11  | Carlos Contreras    | 4–14                  |
| Escudería Díaz Racing         | 22  | César Pedrero       | 1–3                   |
| Escudería Díaz Racing         | 22  | Jonathan Manatou    | 8–9                   |
| Escudería Díaz Racing         | 22  | Eduardo Troconis    | 10–12, 14             |
| Escudería Hecsal Racing       | 7   | Héctor Sánchez      | Todas                 |
| Raam Racing Team              | 43  | Óscar Ruíz          | Todas                 |
| Team GP                       | 17  | Jorge Goeters       | 1–13                  |
| Team GP                       | 18  | Fernando Plata      | Todas                 |

### A tiempo parcial
| Equipo             | N.º | Piloto                | Rondas        |
| ------------------ | --- | --------------------- | ------------- |
| Bracho Racing Team | 12  | Julio Bracho Jr.      | 1–4, 6, 8, 14 |
| Dynamic Motorsport | 11  | Carlos Contreras      | 1–3           |
| Escudería Delphi   | 9   | Sebastián Ocaranza    | 1–2, 4–8      |
| Escudería Delphi   | 9   | Héctor Rached         | 3, 14         |
| Escudería Delphi   | 9   | Horacio Topete        | 9–10, 12      |
| Escudería México   | 3   | Gianfranco Cané       | 1–5           |
| Escudería Zeppelin | 44  | César Tiberio Jiménez | 1–10          |
| PPG Motorsports    | 24  | José González         | 14            |
| Racing Toys        | 66  | Jonathan Manatou      | 1             |
| Racing Toys        | 66  | Héctor Rached         | 2             |
| Tiger Team         | 99  | Marcelo Núñez         | 1–4           |

## Calendario
| Ronda | Carrera          | Circuito                                                            | Fecha            |
| ----- | ---------------- | ------------------------------------------------------------------- | ---------------- |
| 1     | Ciudad de México | Autódromo Hermanos Rodríguez, Iztacalco, Ciudad de México           | 9 de junio       |
| 2     | Guadalajara      | Trióvalo Internacional de Cajititlán, Tlajomulco de Zúñiga, Jalisco | 27 de junio      |
| 3     | Querétaro        | Autódromo del Ecocentro de la Unión Ganadera, El Marqués, Querétaro | 18 de julio      |
| 4     | Monterrey        | Autódromo Monterrey, Apodaca, Nuevo León                            | 1 de agosto      |
| 5     | Torreón          | Autódromo Marco Magaña, Gómez Palacio, Durango                      | 8 de agosto      |
| 6     | San Luis Potosí  | Autódromo San Luis 400, San Luis Potosí, San Luis Potosí            | 22 de agosto     |
| 7     | Zacatecas        | Autódromo Internacional de Zacatecas, Guadalupe, Zacatecas          | 5 de septiembre  |
| 8     | León             | Autódromo de León, León de Los Aldama, Guanajuato                   | 19 de septiembre |
| 9     | Guadalajara      | Trióvalo Internacional de Cajititlán, Tlajomulco de Zúñiga, Jalisco | 3 de octubre     |
| 10    | Querétaro        | Autódromo del Ecocentro de la Unión Ganadera, El Marqués, Querétaro | 17 de octubre    |
| 11    | León             | Autódromo de León, León de Los Aldama, Guanajuato                   | 21 de octubre    |
| 12    | Guadalajara      | Trióvalo Internacional de Cajititlán, Tlajomulco de Zúñiga, Jalisco | 14 de noviembre  |
| 13    | San Luis Potosí  | Autódromo San Luis 400, San Luis Potosí, San Luis Potosí            | 28 de noviembre  |
| 14    | Ciudad de México | Autódromo Hermanos Rodríguez, Iztacalco, Ciudad de México           | 5 de diciembre   |

## Resultados
| Ronda | Carrera          | Pole Position      | Ganador               |
| Ronda | Carrera          | Pole Position      | Piloto                |
| ----- | ---------------- | ------------------ | --------------------- |
| 1     | Ciudad de México | Mara Reyes         | Jorge Goeters         |
| 2     | Guadalajara      | Patrick Goeters    | Carlos Contreras      |
| 3     | Querétaro        | Germán Quiroga     | Carlos Contreras      |
| 4     | Monterrey        | Gianfranco Cané    | César Tiberio Jiménez |
| 5     | Torreón          | Rubén Pardo        | Carlos Pardo          |
| 6     | San Luis Potosí  | Carlos Pardo       | Germán Quiroga        |
| 7     | Zacatecas        | Carlos Contreras   | Carlos Pardo          |
| 8     | León             | Fernando Plata     | Carlos Pardo          |
| 9     | Guadalajara      | Jorge Goeters      | Rogelio López         |
| 10    | Querétaro        | Jorge Goeters      | Rubén Pardo           |
| 11    | León             | Carlos Pardo       | Rogelio López         |
| 12    | Guadalajara      | Jorge Goeters      | Carlos Pardo          |
| 13    | San Luis Potosí  | Rubén Pardo        | Rogelio López         |
| 14    | Ciudad de México | Sebastián Ocaranza | Rogelio López         |

## Campeonato de Pilotos
| Pos | Piloto                  | MEX | GDL | QRO | MTY | TOR | SLP | ZAC | LEON | GDL | QRO | LEON | GDL | SLP | MEX | Pts  |
| --- | ----------------------- | --- | --- | --- | --- | --- | --- | --- | ---- | --- | --- | ---- | --- | --- | --- | ---- |
| 1   | Carlos Pardo            | 5   | 14  | 3   | 2   | 1   | 7   | 1   | 1    | 2   | 2   | 15   | 1   | 3   | 4   | 2326 |
| 2   | Rubén Pardo             | 9   | 18  | 2   | 3   | 3   | 4   | 3   | 6    | 4   | 1   | 2    | 5   | 6   | 3   | 2257 |
| 3   | Rogelio López           | 7   | 3   | 23  | 15  | 4   | 9   | 2   | 11   | 1   | 3   | 1    | 6   | 1   | 1   | 2201 |
| 4   | Jorge Goeters           | 1   | 6   | 6   | 4   | 19  | 2   | 18  | 2    | 11  | 4   | 4    | 2   | 2   |     | 2045 |
| 5   | Fernando Plata          | 11  | 5   | 4   | 7   | 6   | 6   | 15  | 9    | 5   | 5   | 14   | 3   | 4   | 26  | 2026 |
| 6   | Mara Reyes              | 10  | 4   | 10  | 18  | 8   | 11  | 5   | 17   | 3   | 6   | 7    | 4   | 8   | 23  | 1943 |
| 7   | Carlos Contreras        | 13  | 1   | 1   | 6   | 2   | 5   | 13  | 22   | 13  | 7   | 21   | 24  | 5   | 21  | 1936 |
| 8   | Oscar Ruíz              | 22  | 15  | 9   | 5   | 5   | 23  | 11  | 5    | 7   | 16  | 6    | 7   | 10  | 14  | 1887 |
| 9   | Héctor Sánchez          | 6   | 8   | 20  | 19  | 11  | 13  | 9   | 8    | 10  | 11  | 8    | 9   | 11  | 7   | 1857 |
| 10  | Luis F. Montaño         | 17  | 13  | 24  | 22  | 17  | 3   | 6   | 3    | 6   | 22  | 23   | 8   | 9   | 2   | 1815 |
| 11  | Germán Quiroga          | 20  | 21  | 7   | 24  | 7   | 1   | 8   | 4    | 12  | 17  | 24   | 18  | 7   | 10  | 1802 |
| 12  | Ignacio Alvarado        | 8   | 11  | 13  | 11  | 18  | 17  | 19  | 12   | 20  | 19  | 12   | 17  | 14  | 6   | 1705 |
| 13  | Juan Lópezpape          | 25  |     | 16  | 8   | 14  | 12  | 10  | 16   | 23  | 14  | 5    | 20  | 15  | 13  | 1553 |
| 14  | Alejandro Portillo      | 24  |     | 14  | 9   | 16  | 19  | 17  | 15   | 18  | 9   | 10   | 19  | 17  | 16  | 1525 |
| 15  | Patrick Goeters         | 19  | 2   | 8   |     | 9   | 8   | 3   |      | 8   | 20  | 19   |     | 13  | 12  | 1483 |
| 16  | César Tiberio Jiménez   | 18  | 17  | 5   | 1   | 15  | 22  | 7   | 10   | 9   | 8   |      |     |     |     | 1337 |
| 17  | Sebastián Ocaranza      | 12  | 19  |     | 23  | 12  | 10  | 16  | 18   | 24  | 12  | 3    | 13  |     | 18  | 1213 |
| 18  | Raúl García             | 14  |     | 25  | 17  |     | 16  | 21  | 20   |     | 18  | 16   | 11  |     | 25  | 1084 |
| 19  | Jorge Seman             | 21  |     | 26  |     |     | 14  | 20  |      |     | 13  |      | 23  | 12  | 24  | 857  |
| 20  | Julio Bracho, Jr.       | 16  | 16  | 19  | 14  |     | 15  | 13  | 13   |     |     |      |     |     | 5   | 854  |
| 21  | Jesús Castellanos       |     | 12  | 21  | 12  |     | 18  |     |      | 19  |     | 20   | 14  |     |     | 799  |
| 22  | Javier de la Parra      |     |     |     |     | 13  |     | 14  | 21   | 25  |     | 18   | 16  |     | 11  | 796  |
| 23  | Gianfranco Cané         | 2   | 22  | 15  | 16  | 10  |     |     |      |     |     |      |     |     |     | 649  |
| 24  | Miguel de la Parra      |     |     | 22  | 13  |     | 21  | 12  |      | 22  |     |      |     |     |     | 545  |
| 25  | Marcelo Núñez           | 3   | 9   | 12  | 20  |     |     |     |      |     |     |      |     |     |     | 533  |
| 26  | Jonathan Manatou        | 15  |     |     |     |     |     |     | 14   | 16  |     |      |     |     |     | 499  |
| 27  | Héctor Rached           |     | 20  | 17  |     |     |     |     |      |     |     |      | 10  |     | 9   | 492  |
| 28  | Sebastián Ocaranza, Jr. |     |     |     |     |     |     |     |      |     |     | 17   | 12  |     | 19  | 475  |
| 29  | Eduardo Troconis        |     |     |     |     |     |     |     |      |     | 15  | 11   | 15  |     | 22  | 467  |
| 30  | Eduardo Goeters         | 23  | 23  |     |     |     |     |     |      |     |     | 13   |     | 16  |     | 430  |
| 31  | César Pedrero           | 4   | 10  | 11  |     |     |     |     |      |     |     |      |     |     |     | 429  |
| 32  | Horacio Topete          |     |     |     |     |     |     |     |      | 14  | 21  |      | 22  |     |     | 318  |
| 33  | Michael Goeters         |     |     |     | 10  |     |     |     | 7    |     |     |      |     |     |     | 280  |
| 34  | Roberto Fernández       |     |     |     |     |     |     |     |      | 15  |     |      | 21  |     | 17  | 212  |
| 35  | Eliseo Márquez          |     |     | 18  |     |     |     |     |      |     |     |      | 9   |     |     | 194  |
| 36  | Iván Pérez              |     | 7   |     |     |     |     |     |      |     |     |      |     |     |     | 146  |
| 37  | Jonathan Briseño        |     |     |     |     |     |     |     |      |     | 10  |      |     |     | 8   | 134  |
| 38  | Horacio Richards        |     |     |     |     |     |     |     |      |     |     |      |     |     | 15  | 118  |
| 39  | Ignacio Márquez         | 26  |     |     |     |     |     |     | 19   |     |     |      |     |     |     | 106  |
| 40  | David Hernández         |     |     |     |     |     | 20  |     |      |     |     |      |     |     |     | 103  |
| 40  | Alfredo Galland         |     |     |     |     |     |     |     |      | 17  |     |      |     |     |     | 103  |
| 40  | Eduardo Calderón        |     |     |     |     |     |     |     |      | 21  |     |      |     |     |     | 103  |
| 40  | José González           |     |     |     |     |     |     |     |      |     |     |      |     |     | 20  | 103  |
| 44  | Rafael Vallina          |     |     |     | 21  |     |     |     |      |     |     |      |     |     |     | 100  |
| 44  | Ricardo Marroquín       |     |     |     |     |     |     |     |      |     |     | 22   |     |     |     | 100  |
| Pos | Piloto                  | MEX | GDL | QRO | MTY | TOR | SLP | ZAC | LEON | GDL | QRO | LEON | GDL | SLP | MEX | Pts  |